# Pseudoalkaloide
Das Kohlenstoffgerüst der Pseudoalkaloide stammt im Gegensatz zu dem der Alkaloide nicht von Aminosäuren, sondern wird meist von isoprenoiden Verbindungen oder Polyketiden gebildet. Das Stickstoffatom wird im Verlauf der Biosynthese in einer späten Phase meist in Form von NH3 eingebaut.
Zur Stoffgruppe der Pseudoalkaloide zählen auch die Peptid-Alkaloide. 
Die erste Synthese eines Pseudoalkaloids gelang Albert Ladenburg 1886 mit der Synthese von Coniin. 

Strukturformel von Coniin

In der Biosynthese des Coniins reagieren vier Acetate über ein hypothetisches Polyketid-Zwischenprodukt in der Folge formal mit Ammoniak zu γ-Conicein (ein cyclisches Imin). Dessen anschließende Reduktion liefert Coniin.